# Dick Nash
Richard Taylor Nash, detto Dick (Boston, 26 gennaio 1928), è un trombonista statunitense.
È prevalentemente associato al genere Swing e Big band.

## Biografia
Nato a Boston, cominciò a suonare all’età di dieci anni. Rimasto orfano, fu mandato alla Kurn Hattin Homes for Children nel Vermont, dove sviluppò una forte passione per la musica, suonando la tromba ed il flicorno soprano. I primi ingaggi arrivarono nel 1947, come quello con l’orchestra di Tex Beneke. Dal 1950 al 1952 ha prestato servizio militare nella Guardia Nazionale della California, suonando in una banda, per poi tornare a Boston, dove ha frequentato il Berklee College of Music. Fece parte della band di Billy May e successivamente divenne molto richiesto nell’ambiente degli Studios holliwoodiani. Fu il trombonista preferito dal compositore e direttore d'orchestra Henry Mancini, che lo mise in risalto come solista in diverse colonne sonore. Può essere ascoltato in Mr. Lucky, Peter Gunn, Hatari!, Colazione da Tiffany, e I giorni del vino e delle rose.
Suo fratello era il sassofonista Theodore Malcolm "Ted" Nash (1922-2011) e ha tre figli, Ted anch’egli sassofonista, Nikki e Bill.

## Discografia
Con Quincy Jones
- Roots (A&M, 1977)

Con Henry Mancini
- The Music from Peter Gunn (1959)
- The Music from Mr. Lucky (1960)
- Combo! 1960
- The Blues and the Beat
- Uniquely Mancini (1963)
- Concert Sound of Henry Mancini (1964)
- Latin Sound of Henry Mancini (1965)
- Big Latin Band of Henry Mancini (1968)
- Cop Show Themes (1976)
- Lincoln Mayorga & Distinguished (1974)
- Symphonic Soul
- Theme from Z and Other Film Music
- Theme Scene (1978)
- Mancini Touch (1996)
- Big Band Sounds (2000)

Con Ted Nash
- Peter Gunn (Crown, 1959)

Con Pete Rugolo
- Rugolo Plays Kenton (EmArcy, 1958)
- 10 Trombones Like 2 Pianos (Mercury, 1960)
- The Original Music of Thriller (Time, 1961)

Con Lalo Schifrin
- Music from Mission: Impossible (Dot, 1967)
- More Mission: Impossible (Paramount, 1968)
- Mannix (Paramount, 1968)
- Kelly's Heroes (soundtrack) (MGM, 1970)
- Enter the Dragon (soundtrack) (Warner Bros., 1973)

Con Erroll Garner
- Close-Up in Swing (1961)
- You Brought a New Kind of Love (1963)
- Night at the Movies Up in Erroll's (1999)

Con Oscar Peterson
- Bursting Out with the All-Star Big Band (1959)
- Swinging Brass (1996)

Con Louie Bellson
- Louie Bellson's 7 (1976)
- Live at Concord Summer Festival (1995)

Con Tex Beneke
- Dancers Delight (1996)
- Music in the Miller Mood (2000)

Con Esquivel!
- Four Corners of the World (1958)
- Other Worlds Other Sounds (1958)

Con Anita O'Day
- Jazz 'Round Midnight (1954)
- Trav'lin' Light (1961)

Con altri
- Harry James in Hi-Fi Harry James (1955)
- Billy May Sessions, Nat King Cole (1951)
- Finest Hour, Mel Tormé (2001)
- Sonny's Dream (Birth of the New Cool), Sonny Criss (Prestige, 1968)
- Chances Are It Swings, Shorty Rogers (RCA Victor, 1958)
- Art Pepper + Eleven, Art Pepper (1959)
- Jam Session at the Tower, Ray Anthony (1956)
- Hair, Stan Kenton (Capitol, 1969)
- Anything Goes (1990), Les Brown
- Music from Other Galaxies, Don Ellis
- South Rampart Street Parade, Pete Fountain (1963)
- Jazz Me Blues, Jimmy Witherspoon (1998)
- Tutti's Trombones, Tutti Camarata (1983)
- Blues Cross Country, Peggy Lee (1961)
- Help Is on the Way, Melissa Manchester (1976)
- 16 Most Requested Songs, Teresa Brewer (1977)
- Everything Must Change, Randy Crawford (1980)
- 1100 Bel Air Place, Julio Iglesias (1984)
- In Good Company, Sue Raney (1990)
- Showstoppers, Barry Manilow (1991)
- Christmas Album, The Manhattan Transfer (1992)
- Timepiece, Kenny Rogers (1994)
- Hot Cha Cha, Don Swan
- Latin Obsession, Larry Elgart
- Arabesque, Rudiger Gleisberg
- King of the Olympics, Paul Chihara
- Smile (Tribute to Hollywood), Julia Migenes
- Sonny's Dream (1968), Sonny Criss
- Red Back Book/ Elite Syncopations, New England Conservatory (1992)
- Fascinating' Rampal, Jean-Pierre Rampal (1994)
- Big Band Latin Heat, The Palladium Orchestra (1998)
- Brass Nation, Michael Davis (2000)